# Vianopolisia spitzi
Vianopolisia spitzi là một loài bọ cánh cứng trong họ Cerambycidae.